# 尾久の原公園
尾久の原公園（おぐのはらこうえん）は、東京都荒川区にある東京都立の公園である。地名としては、東尾久と町屋にまたがっている。

## 歴史
かつては当地一帯の大半が旭電化工業（現:ADEKA）尾久工場があったところであった。戦後、東京都が跡地を買収し、跡地の東半分が公園として整備され1993年に開園したものである。公園は自然の原っぱや湿地などが大半の公園となって開放的なつくりとなっており、人々の憩いの場となっている。なお西半分は東京都立大学荒川キャンパスとなっているほか東尾久運動場、東尾久浄化センター（下水処理施設）となっている。

## 年表
- 1918年（大正7年） - 旭電化尾久工場竣工。
- 1965年（昭和40年） - 旭電化の工場転出が決定。
- 1977年（昭和52年） - 東京都が跡地を買収。
- 1986年（昭和61年） - 工場跡地の西半分に東京都立医療技術短期大学を開設（1998年に東京都立保健科学大学になる。2005年に首都大学東京に改組）。
- 1993年（平成5年）6月1日 - 工場跡地の東半分に都立尾久の原公園が開園。
- 2012年12月、隣接する都東尾久浄化センターで、土壌から環境基準の2倍のダイオキシン類が検出される[1]。尾久の原公園も調査が行われた結果、芝生から環境基準の2.5倍にあたるダイオキシン類が検出され、公園は一時閉鎖された[1]。また、2013年4月4日には、公園周辺で最大6.2倍のダイオキシン類が検出されたと東京都が発表した[2]。さらに2013年9月12日の新聞記事では、尾久の原公園の地中から「基準値の440倍の土壌汚染が見つかった」と報じた[3]。

## 主な施設
- 芝生の広場

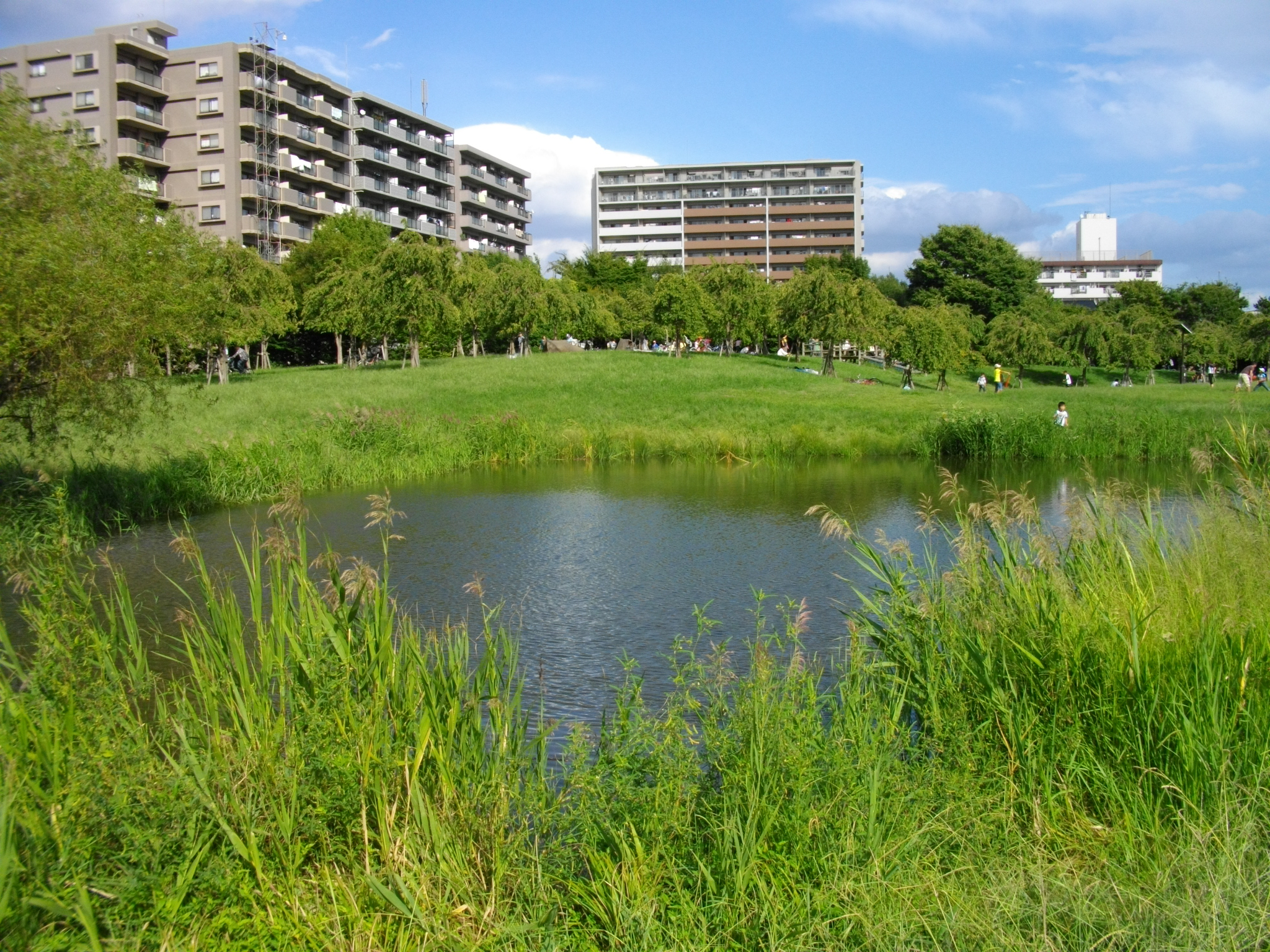
園内の池

- 湿地帯（夏から秋にかけてトンボが見られる）
- 池

## アクセスなど
- 熊野前駅より徒歩10分。ほかに北千住駅・田端駅の各駅よりバス（都バス 端44系統）「大門小学校前」下車すぐ
- 開園時間:常時開園
- 駐車場:なし
- 料金:入園無料